# 1326
1326 (MCCCXXVI) var ett normalår som började en onsdag i den julianska kalendern.

## Händelser

### Februari
- 14 februari – Fred sluts mellan Ingeborg Håkansdotter och det svenska rådet i Skara.

### Maj
- 8 maj – Svenska rådet erbjuder vapenvila till staden Reval.
- 29 maj – En preliminär fred sluts mellan Sverige och Reval.
- 31 maj – Fredsavtalet mellan Sverige och Reval förnyas.

### Juni
- 7 juni – Kristofer II avsätts som kung av Danmark av greve Gerhard III av Holstein, som har stort inflytande över dansk politik. Större delen av Danmark är i utländska händer, bortpantat till framförallt tyska furstar, men Gerhard utser ändå sin släkting Valdemar till ny dansk kung.

## Födda
- Gregorius XII, född Angelo Coraria, påve 1406–1415 (född omkring detta år).

## Avlidna
- 26 mars – Alessandra Giliani, italiensk anatomiker.
- 11 maj – Mats Kettilmundsson, svensk rikshövitsman och drots 1318–1319.
- 27 oktober – Hugh le Despenser, engelsk baron, var under en tid Edvard II av Englands främste rådgivare.
- 26 november – Hugh Despenser den yngre, engelsk riddare, Edvard II av Englands gunstling.